# Ján Filický
Ján Filický (ur. ok. 1585 we Vlkovej, zm. 1622 w Sárospataku) – słowacki poeta humanistyczny.

## Dzieła
- 1604 – Xenia natalitia
- 1609 – Primitiae poeticae
- 1612 – Domino Johanni, comiti palatino Rheni
- 1614 – Dve knihy básní (Carminum libri duo)